# 山东省淄博第四中学
山东省淄博第四中学（即淄博四中），前身为始建于1929年的淄川县立初级中学，淄川区境内唯一淄博市属重点中学。现有两个校区，分别为校本部（淄博市淄川区淄城路540号）和淄博市育才中学校区（南校区，淄博市淄川区般阳路66号）。

## 历史沿革
- 1929年在民国淄川县设立初级中学，淄川县中的办学宗旨是根据三民主义[2]
- 1952年山东省人民政府在原淄川县立初级中学旧址建立了山东省立淄川中学
- 1953年山东省博山三中并入
- 1955年更名为山东省淄博第四中学
- 1980年被定为市属重点中学
- 1993年被省教委确定为“省级规范化学校”
- 2003年经市政府协调成功置换原淄博师范校区

## 办校特色
淄博四中于2012年起设立新疆部（又称内高班），包括汉族以及维吾尔族、藏族等招数民族的学生，成立前期以新疆部单独成班进行授课教学，近年来以新疆学生插班形式进行授课。

## 历任领导
參考來源：
| 历任校长 1. 张志亮（1929-1937） 2. 郭方纯（1945-1948） 3. 闫雨萍（1957-1959） 4. 王福恒（1959-1968） 5. 高兆言（1975-1979） 6. 李宗文（1980-1982） 7. 马诚（1982-1984） 8. 苏家茂（1984-1998） 9. 张自海（1998-2004） 10. 刘绍华（2004-2021） 11. 朱文玉（2021至今） | 历任书记 1. 王敬塘（1952-1956） 2. 尉民彦（1956-1959） 3. 王文庆（1980-1984） 4. 陈传文（1984-1995） 5. 李本兴（1995-1996） 6. 陶守爱（2000-2004） 7. 胡以杰（2004-2013） 8. 孙启禄（2013-2019） 9. 刘绍华（2019-2021） |